# Hành tinh ngoài Sao Hải Vương

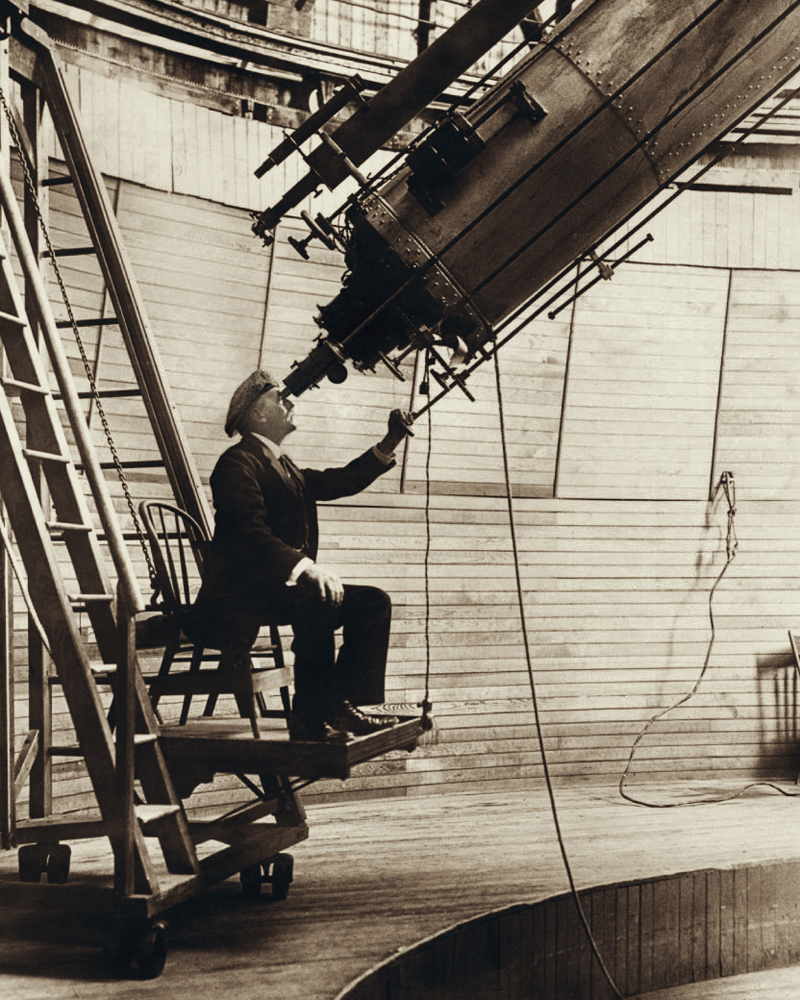
Percival Lowell, người đưa ra giả thuyết về Hành tinh X

Hành tinh X là một hành tinh giả thuyết lớn vận động theo một quỹ đạo nằm ngoài quỹ đạo của Sao Hải Vương. Chữ X có nghĩa là "chưa được biết", không phải là số 10 trong chữ số La Mã; vào thời gian này mới chỉ có 8 hành tinh được phát hiện. Ban đầu hành tinh này được coi như sẽ là hành tinh thứ chín và đến sau năm 1930 thì nó là hành tinh thứ 10 và một lần nữa, sau cuộc họp của Hiệp hội Thiên văn Quốc tế tổ chức vào tháng 8 năm 2006, hành tinh X lại để chỉ đến hành tinh thứ 9, do Sao Diêm Vương đã bị hạ xuống cấp hành tinh lùn. Sự tồn tại của hành tinh được đề xuất dựa trên cơ sở của những quỹ đạo không nhất quán của những khối khí khổng lồ, đặc biệt trong số này là Sao Thiên Vương và Sao Hải Vương. Sự không nhất quán đó đã được giải quyết phần lớn bởi những đo lường hiện đại, bỏ đi những cơ sở cho việc xác lập Hành tinh X.
Mặc dù Sao Diêm Vương đã được phát hiện như một kết quả của việc tìm kiếm Hành tinh X, nhưng nó không phải là Hành tinh X. Vật thể 2003 UB313 ở vành đai Kuiper cũng không phải là Hành tinh X, theo như định nghĩa mới được đưa ra sau cuộc họp của Hiệp hội Thiên văn Quốc tế về định nghĩa hành tinh.
Trong văn hoá đại chúng, "Hành tinh X" đã trở thành một thuật ngữ chung cho những hành tinh chưa được phát hiện trong Hệ Mặt Trời. Tuy nhiên, việc sử dụng khái niệm này bởi các nhà khoa học thì dành riêng cho việc nói về giả thuyết cụ thể được thảo luận ở phía dưới.

## Bản chất của vấn đề không nhất quán
Vào cuối thế kỷ 19, nhiều nhà thiên văn học đã nghiên cứu về sự tồn tại của hành tinh bên ngoài Sao Hải Vương. Sự phát hiện ra Sao Hải Vương là kết quả của sự tính toán của nhà toán học Adams và Le Verrier để giải thích sự không thống nhất giữa việc tính toán và việc quan sát quỹ đạo của Sao Thiên Vương, Sao Thổ và Sao Mộc.
Tuy nhiên, sau sự phát hiện ra Sao Hải Vương, vẫn còn vài điểm nhỏ trong sự nhất quán giữa các quỹ đạo các hành tinh đó và của bản thân quỹ đạo của Sao Hải Vương. Những điểm này đã dược dùng để chỉ ra sự tồn tại của một hành tinh nữa có quỹ đạo nằm ngoài Sao Hải Vương. Tuy vậy, chuyến du hành Voyager 2 bay ngang qua Sao Hải Vương đã giúp cho việc xác định được khối lượng chính xác của Hành tinh X. Khi một khối lượng mới đã được xác định và được sử dụng ở Jet Propulsion Laboratory Developmental Ephemeris (JPL DE), sự không thống nhất trong kết quả của việc nghiên cứu đã không còn nữa.
Percival Lowell, người nổi tiếng về sự khẳng định đã quán sát thấy kênh đào trên Sao Hỏa, đã gọi hành tinh giả thuyết này là "Hành tinh X". Ông đã thực hiện hai cuộc tìm kiếm nó mà không thành công, cuộc tìm kiếm đầu tiên kết thúc vào năm 1909 và sau khi xem lại những dự đoán về vị trí nó có thể có, cuộc tìm kiếm thứ hai bắt đầu từ năm 1913 đến năm 1915, sau khi Lowell đã xuất bản những giả thuyết toán học của mình về các tham số cho Hành tinh X. Nhưng thật trớ trêu, ngay trong quá trình quan sát của ông trong cùng năm đó, hai bức ảnh mờ của Sao Diêm Vương đã được ghi lại, nhưng nó đã không được nhận ra là một hành tinh mới.

## Sự phát hiện ra Sao Diêm Vương
Cái chết bất ngờ của Lowell vào năm 1916 tạm thời làm gián đoạn việc tìm kiếm hành tinh X. Thất bại trong việc tìm kiếm hành tinh này dường như đã giết chết anh ấy (theo một người bạn). Góa phụ của Lowell, Constance, tham gia vào một cuộc chiến pháp lý với đài quan sát về di sản của Lowell đã ngăn chặn việc tìm kiếm Planet X trong nhiều năm. Năm 1925, đài quan sát thu được đĩa thủy tinh cho kính thiên văn rộng 13 inch (33 cm) mới để tiếp tục tìm kiếm, với nguồn vốn từ Abbott Lawrence Lowell, anh trai của Percival. Năm 1929, giám đốc đài quan sát, Vesto Melvin Slipher, đã giao công việc định vị hành tinh cho Clyde Tombaugh, 22 tuổi đến từ nông trại vùng Kansas vừa mới đến Đài thiên văn Lowell sau khi Slipher ấn tượng với một mẫu bản vẽ thiên văn.
Nhiệm vụ của Tombaugh là chụp lại một cách có hệ thống các phần của bầu trời đêm theo cặp hình ảnh. Mỗi hình ảnh trong một cặp được lấy cách nhau hai tuần. Sau đó, ông đặt cả hai hình ảnh của từng phần trong một máy, mà bằng cách trao đổi hình ảnh nhanh chóng tạo ra ảo giác về chuyển động (nguyên lí hoạt động là nhờ sự chuyển động của hình ảnh)  của bất kỳ hành tinh nào. Để giảm thiểu cơ hội cho một hành tinh di chuyển nhanh hơn (và do đó gần hơn) bị nhầm lẫn với hành tinh mới, Tombaugh đã chụp ảnh từng khu vực gần điểm đối lập của nó, 180 độ từ Mặt trời, nơi chuyển động ngược lại rõ ràng cho các vật thể ngoài quỹ đạo của Trái Đất. mạnh nhất. Ông cũng lấy một hình ảnh thứ ba như một công cụ để loại bỏ bất kỳ kết quả sai gây ra bởi các khuyết điểm trong một riêng lẻ. Tombaugh quyết định chụp ảnh toàn bộ cung hoàng đạo, thay vì tập trung vào những vùng được Lowell đề xuất.
Đến đầu năm 1930, công việc tìm kiếm của Tombaugh đã đạt tới chòm sao của Gemini. Vào ngày 18 tháng 2 năm 1930, sau khi tìm kiếm gần một năm và kiểm tra gần 2 triệu ngôi sao, Tombaugh đã phát hiện ra một vật thể di chuyển trên các tấm ảnh chụp vào ngày 23 tháng 1 và 29 tháng 1 năm đó. Một bức ảnh  vào ngày 21 tháng 1 đã xác nhận sự chuyển động ấy. Sau khi xác nhận, Tombaugh bước vào văn phòng của Slipher và tuyên bố, "Bác sĩ Slipher, tôi đã tìm thấy hành tinh X."  Vật thể nằm chỉ lệch sáu độ từ một trong hai địa điểm cho hành tinh X Lowell đã gợi ý; do đó dường như cuối cùng anh ta đã có được điều cần chứng minh. Sau khi đài quan sát thu được nhiều bức ảnh xác nhận hơn, tin tức về phát hiện này đã được điện báo đến Đài thiên văn Đại học Harvard vào ngày 13 tháng 3 năm 1930. Vật thể mới này sau đó được đưa ra trước trên các bức ảnh có niên đại từ ngày 19 tháng 3 năm 1915. Quyết định đặt tên cho đối tượng à là  Pluto được dự định, một phần để tôn vinh Percival Lowell, dùng tên viết tắt của ông đã tạo nên hai chữ cái đầu tiên của từ (PL). Sau khi khám phá ra Sao Diêm Vương, Tombaugh tiếp tục lục tìm các vật thể khác ở xa. Ông đã tìm thấy hàng trăm ngôi sao và tiểu hành tinh biến đổi, cũng như hai sao chổi, nhưng không có các hành tinh nữa.

## Những tìm kiếm rộng hơn về Hành tinh X
Sau sự phát hiện ra Sao Diêm Vương, Tombaugh tiếp tục tìm kiếm tại mặt phẳng Hoàng Đạo cho những hành tinh ở xa khác. Ông đã tìm ra các tiểu hành tinh, các sao biến đổi và thậm chí là sao chổi nhưng không tìm thấy thêm hành tinh nào cả.
Vào những năm của thập kỷ 1980 và 1990, nhà thiên văn học Robert G. Harrington của Đài thiên văn Hải quân Mỹ, người đầu tiên đã tính toán ra rằng Sao Diêm Vương quá nhỏ để có thể làm xáo trộn quỹ đạo của Sao Thiên Vương và Sao Hải Vương, đã dẫn đầu một cuộc tìm kiếm để xác định rõ lý do thực sự của những quỹ đạo bất thường nhìn bên ngoài của các hành tinh này. Ông đã tính ra rằng bất cứ hành tinh X nào cũng có thể có quỹ đạo khoảng gấp 3 lần quỹ đạo của Sao Hải Vương, có thể là hình elip và nằm xa phía dưới mặt phẳng hoàng đạo. Giả thuyết này đã được tiếp nhận với nhiều sự pha trộn. Brian Marsden của Trung tâm Minor Planet thuộc Đại học Harvard, một người hoài nghi về việc tồn tại của Hành tinh X, đã chỉ ra rằng những điểm không nhất quán này là nhỏ hơn hàng trăm lần so với những gì đã được Adams và Le Verrier chỉ ra và điều này dễ dàng nhận ra với lý do là sự sai lầm trong quan sát. Harringrton đã chết vào năm 1993 mà chưa tìm ra Hành tinh X.
Sau khi Sao Diêm Vương và vệ tinh tự nhiên Charon (được phát hiện vào năm 1978), không có thiên thể ngoài Hải Vương tinh (vật thể Trans-Neptunian) nào được tìm thấy cho đến khi phát hiện ra (15760) 1992 QB1 vào năm 1992. Từ lúc đó, hàng trăm vật thể Trans-Neptunian đã được phát hiện. Các thiên thể phần lớn được nhận ra theo vành đai Kuiper: các mảnh vỡ có dạng băng chuyển động theo quỹ đạo của một hành tinh nằm trong mặt phẳng quỹ đạo bên ngoài Sao Hải Vương, về phía trái của sự hình thành Hệ Mặt Trời. Sao Diêm Vương ngày nay đã được coi như là một trong những vật thể lớn nhất của vành đai Kuiper và là hành tinh lùn lớn thứ hai.
Kết quả phân tích dữ liệu mới do tàu du hành WISE của NASA thu thập được vẫn không hề thấy bóng dáng của hành tinh X, mà theo một số giả định là tồn tại ở rìa ngoài hệ mặt trời. Tuy nhiên, các nhà khoa học vẫn tiếp tục tìm kiếm mục tiêu bí ẩn này, dù nó là một hành tinh hay ngôi sao mờ nhạt ở cách xa mặt trời. Thậm chí chuyên gia Kevin Luhman của Đại học Pennsylvania (Mỹ) còn cho rằng các nhà thiên văn sẽ tiếp tục theo đuổi bạn đồng hành với mặt trời bằng một cuộc khảo sát mới và với mức độ sâu hơn trước đây. Luhman, chuyên gia nghiên cứu các ngôi sao khối lượng thấp và lùn nâu, cũng là người vừa công bố kết quả cuộc truy tìm hành tinh X bằng WISE.
Trong một diễn biến có thể trở thành động lực mới của những người tin vào sự hiện diện của hành tinh X, các nhà nghiên cứu Mỹ công bố đã phát hiện một hành tinh lùn nằm ở vị trí xa nhất kể từ trước tới nay của hệ mặt trời. Theo đó, hành tinh 2012 VP 113 được tìm thấy trong vùng không gian hầu như chưa từng được thám hiểm, gọi là vòng trong của Mây Oort. Bên cạnh đó, quỹ đạo của 2012 VP 113 và một số láng giềng của nó cho thấy dường như có sự tồn tại của một siêu Trái Đất nằm ở khoảng cách xa hơn, có thể vượt ngoài tầm quan sát của các thiết bị tối tân hiện nay.

## Việc bác bỏ Hành tinh X
Các con tàu thám hiểm không gian Pioneer 10, Pioneer 11, Voyager 1 và Voyager 2 đã bác bỏ sự tồn tại của Hành tinh X, như Lowell đã đặt ra giả thuyết, theo hai cách.
Cách thứ nhất, khi chúng bay qua mỗi hành tinh bên ngoài, gia tốc được tăng lên bởi sức hút của lực hấp dẫn của hành tinh, và nó được sử dụng để xác định khối lượng của các hành tinh này. Nó chỉ ra khối lượng của các hành tinh ngoài, được tính toán dựa trên những đài thiên văn đặt ở Trái Đất, là rất thấp, chỉ bằng 1%. Khi khối lượng chính xác được dùng để xác định các quỹ đạo của các hành tinh bên ngoài, sự không nhất quán còn lại đã biến mất.
Cách thứ hai, đường đi của những con tàu thám hiểm đã chỉ ra sự thống nhất có thể tính toán được bằng sức hút của lực hấp dẫn của một vật thể lớn chưa phát hiện ra trong Hệ Mặt Trời. Nhiều nhà thiên văn học đã cho rằng việc này là kết thúc của giả thuyết Hành tinh X. Điều này không ngăn trở sự tồn tại của các vật thể tiềm tàng có khối lượng bằng Trái Đất, những vật có thể tránh khỏi sự tìm kiếm kiểu này và cũng có thể không tạo sự nhất quán dễ nhận thấy trong quỹ đạo các hành tinh bên ngoài. Một vật thể như thế có thể coi là "Hành tinh X" chỉ trong cảm giác chung chung, không phải là giác quan khoa học.

## Sự khôi phục lại Hành tinh X
Câu truyện của việc tìm kiếm cho Hành tinh X có thể vẫn chưa kết thúc. Vành đai Kuiper đã dẫn tới một kết thúc bất ngờ tại 55 AU và có sự suy đoán rằng việc này bị gây ra bởi sự tồn tại của một vật thể lớn hơn rất nhiều so với bất cứ vật thể nào khác ở vành đai Kuiper với một khối lượng nằm trong khoảng trung gian giữa Sao Thổ và Trái Đất và nằm ngoài 55 AU. (Nói đúng ra, điều này không giống như Hành tinh X, bởi vì nó đến từ một cơ sở giả thuyết khác.)
Các vật thể như là 50000 Quaoar, 90377 Sedna và 2003 UB313 theo thứ tự được phát hiện vào năm 2002, 2004 và 2005, do các nhà khoa học của Viện Công nghệ California (California Institute of Technology) phát hiện ra, có kích thước quá nhỏ để phù hợp với giả thuyết hành tinh mới này. Sedna thì cũng xa nữa.
Một giả thuyết khác cũng đã được Tiến sĩ John Murray của Đại học Mở và John Matese của Đại học Tây Nam Louisiana đưa ra. Cả hai nhà khoa học đã tuyên bố rằng đó chính là do quan sát được các sao chổi một thời gian dài, như Jan Oort đề xuất, các sao này đã xuất hiện một cách ngẫu nhiên từ mọi phía của bầu trời và xuất hiện thiên về một vùng nhất định, vùng mà họ tin có thể bị quấy nhiễu bởi một vật thể to lớn không nhìn thấy. Vật thể này có kích thước ít nhất bằng Sao Hải Vương và có thể hơi na ná với sao lùn nâu  Lưu trữ ngày 13 tháng 2 năm 2008 tại Wayback Machine.
Năm 2004, sự thật về hành tinh X đã khôi phục hoàn toàn. Tiến sĩ John Murray tuyên bố rằng ông đã phát hiện ra 3 hành tinh X ngoài Sao Diêm Vương là Haumea, Makemake và Eris. Đồng thời, ông còn phát hiện ra sao Proxima Centauri cách Eris 0,3 AU. Ngôi sao này chính là nguyên nhân gây ra sự đan chéo quỹ đạo của Sao Hải Vương và Sao Diêm Vương.

## Hành tinh X trong tác phẩm hư cấu

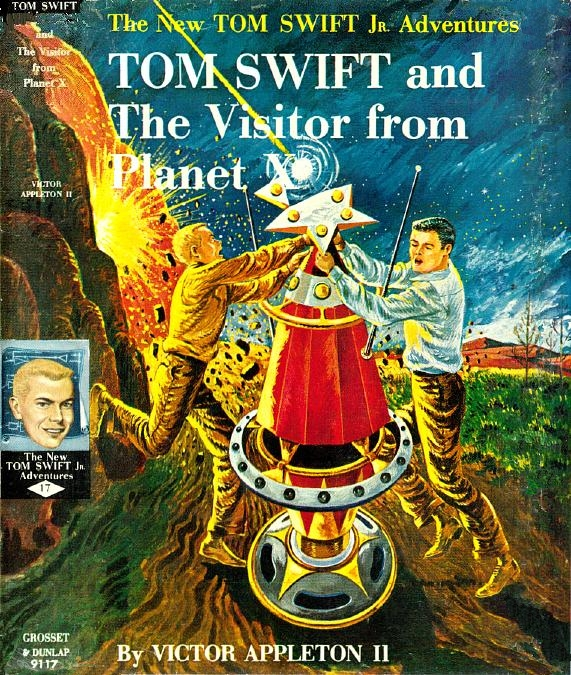
Tom Swift and the Visitor from Planet X

- Trong bộ phim Godzilla thứ 6, Monster Zero, một sinh vật được biết như X-seijin tại Nhật Bản và Xians hail tại Mỹ, đến từ Hành tinh X, nằm giữa Sao Hải Vương và Sao Thổ.
- Trong một vài tập phim hoạt hình Looney Tunes về không gian, như là Duck Dodgers trong thế kỷ 24 1/2, có một "Hành tinh X". Cái tên được nhận ra bởi một tờ giấy dán bên ngoài đề là "HÀNH TINH X", một chữ X khổng lồ trên bề mặt của hành tinh, hoặc có thể hành tinh này có dạng chữ X. Trong một vài trường hợp khác, Hành tinh X được đi cùng với các hành tinh khác cũng được đặt tên theo chữ như là Hành tinh Y hoặc hành tinh Z.
- Trò chơi máy tính RPG Ultima II có một hành tinh X mà người chơi cần phải đến và giành được các đồ vật ở đó.
- Bộ phim có một số người hâm mộ (cult classic) "The Adventures of Buckaroo Banzai Across the 8th Dimension" (1984), về một người phiêu lưu, bác sĩ phẫu thuật, ngôi sao nhạc rock Buckaroo Banzai (Peter Weller) và ban nhạc của anh, đã đi xâm chiếm một thế giới khác từ chiều thứ 8. Người lãnh đạo thế giới đó là Lord John Whorfin (John Lithgow) đã hỏi "Chúng ta sẽ đi đâu?!" Red Lectoids trả lời "Hành tinh X (10)!" Whorfin: "Khi nào?!" Lectoids: "Sớm thôi!"
- Phim hoạt hình dài tập Exosquad miêu tả Hành tinh X như một thế giới vô hình bao gồm vật chất tối. Nó được Pirate Clans phát hiện ra và đặt tên nó là Chaos và sau này đã coi nó như là một nơi an toàn cho trận Exofleet.
- Trong tác phẩm Cthulhu Mythos, Hành tinh X có thể là Ghroth hoặc Yuggoth, mặc dù gần đây thì nó được tin là Sao Diêm Vương.
- Trong phim Transformers: Cybertron, Hành tinh X là một hành tinh màu tím huyền bí, là nhà của Sideways và Soundwave.
- Hành tinh X cũng xuất hiện như là một cấp trong trò chơi Timesplitters.
- Hành tinh X là tên của một tiểu thuyết của Pocket Books, miêu tả một cuộc gặp gỡ giữa các nhân vật của Marvel Comics là X-Men và Star Trek, mà đã từng có trong tập phim Star Trek: The Next Generation.